# Politický systém
Politický systém je politologický pojem zahrnující charakteristiky modelu politického systému a přístupy k jeho zkoumání.

## Teorie politického systému
Pojem politický systém vychází z teorie politického systému (systémového přístupu), který se v politologii etabluje v 50. a 60. letech 20. století. Svým principem vychází z pojmu systém a z jiných věd, které nějaký systém také popisují, např. kybernetika nebo biologie. Z těchto věd pochází pro systém důležité pojmy jako vstupy, výstupy, centrum, smyčka, zpětná vazba, informace. Nejobsáhlejší model politického systému představil David Easton. Jeho podoba systémové teorie je nejobsáhlejším nástrojem pro popsání zákonitostí vztahu mocenské sféry a společnosti, čímž obohatil politologii o výzkum procesů, vztahů a vazeb, které jsou utvářeny na základě interakce mezi politickými subjekty
Teorie politického systému přichází v době rozvíjejícího se behavioralismu (tedy tzv. nové politické vědy), mezi jehož cíle patřilo například analyzovat volební chování, tedy faktory, vedoucí k rozhodnutí voliče volit danou politickou stranu nebo kandidáta. Spojením teorie politického systému a klasického zájmu politologie o státovědu se otevřel přístup k aplikovanému analyzování politických systémů jednotlivých zemí. Například použitím strukturně-funkcionální analýzy je možné měřit podoby jednotlivých částí modelu politického systému.
Politika je zde chápána jako prostředí šířící hodnoty. Východiskem je obecná teorie akce sociologa Talcotta Parsonse, která pojímá politiku jako subsystém společnosti. Cílem je stabilní systém dosažený rovnováhou skrze konsensus. Hlavními funkcemi politiky jsou: uchování systému, adaptace a integrace. Výstupem politiky má být efektivnost.

## Model politického systému
Obecný model politického systému byl poprvé popsán D. Eastonem v 50. letech 20. století. Termín systém zde popisuje komplex systémových prvků, které je možné ohraničit vůči okolí. Systém je definován skrze tři složky:
1. vymezitelné prvky (jednotlivci, instituce)
2. vztahy vzájemné závislosti
3. hranice systému (stát ve vztahu k jiným státům)[1]

Pro komplexní sledování systému je nutné se zaměřit na vstupy (vše, co do systému vstupuje) a výstupy (vše, co systém produkuje).
Vstupy se dále dělí na:
1. požadavky (potřeby a žádosti na systému)
2. podporu (akceptace systému společností – legitimita)

Výstupy se dále dělí na:
1. tvorbu (ustanovení zákonů a norem – zákonodárná moc)
2. aplikaci (výkonná moc)
3. posuzování (zachování stanovených zákonů a pravidel – soudní moc).

## Další atributy

### Socializace
Dle Giovanni Sartoriho je významnou složkou jednání politického systému socializace a politická socializace. Socializací se rozumí začlenění jedince do socio-kulturních hodnot a zvyků společnosti v daném státě (systému). Socializace nejčastěji probíhá formou státního vzdělání a působením rodinné výchovy, kdy se předávají informace, a tím se zajišťuje kulturní kontinuita a zachování národní identity. Politická socializace zahrnuje proces začlenění jedince do politické kultury. Podstatou je zachovat struktury daného systému. Vžil se také název politizace společnosti. Podmínkami jsou formulování (artikulace) zájmů a jejich sdružování (agregace) do zájmových skupin.
Gabriel Almond v 60. letech 20. století rozlišil čtyři základní struktury formující zájmy.
1. Institucionální zájmové skupiny – skupiny se socio-politickými funkcemi (byrokracie, legislatura, exekutiva, armáda, církev a další).
2. Nesdružené zájmové skupiny – společenské skupiny nezávislé na politické sféře (menšiny). Své zájmy prosazují neformálně.
3. Zájmové skupiny bez norem – spontánní skupiny vznikající při krizích.
4. Sdružené zájmové skupiny – specializované skupiny (odbory, obchodní komory či občanská sdružení).

## Existující politické systémy
Jedním z cílů politologie je zkoumat rysy existujících politických systémů a komparovat je mezi sebou.